# Johan M. Sjöström
Johan Mikael Sjöström, född 29 september 1849 i Norra Vrams socken, död 11 augusti 1924 i Ystad, var en svensk tidningsman.
Johan Sjöström var son till lantbrukaren Pehr Sjöström. Efter skolgång i hemtrakten och i Helsingborg erhöll han 1867 anställning vid Öresundsposten i Helsingborg. Han tjänstgjorde på boktryckeriet men fick samtidigt utbildning i journalistyrket. 1870 tjänstgjorde han en kortare tid som medarbetare i Malmö Handels- och Sjöfartstidning och flyttade samma år över till det nyuppsatta Sydsvenska Dagbladet. När boktryckaren Axel Fredrik Bjurström 1873 startade tidningen Ystads Allehanda, anmodades Sjöström att bli huvudredaktör för denna tidning, vilken han ledde till sin död. Från 1890 var han dessutom ansvarig utgivare. Under Sjöströms ledning vann den liberala Ystads Allehanda en stor läsekrets, särskilt på landsbygden kring Ystad. Från att ha utkommit två gånger i veckan blev den 1895 daglig. Sjöström öppnade gärna tidningsspalter för att påtala oegentligheter, orättvisor och maktmissbruk, vilket vid flera tillfällen gav anledning till tryckfrihetsåtal. Som ett exempel på hans framsynthet kan nämnas, att han redan ett trettiotal år före stavningsreformen 1906 tillämpade nystavning. När Liberala samlingspartiet sprängdes 1923, anslöt sig Sjöström till Sveriges liberala parti. Sjöström var vice ordförande i Ystads arbetareförening 1883–1885 och ordförande i styrelsen för Ystads föreläsningsanstalt 1886–1920.